# Quinto Valerio Vegeto
Quinto Valerio Vegeto (en latín: Quintus Valerius Vegetus) fue senador romano del siglo I, que desarrolló su carrera política bajo los imperios de Vespasiano, Tito y Domiciano.

## Origen y familia
Miembro de la familia de los Valerii, asentada en Iliberis (la actual Granada, España) desde los primeros años del siglo I, era hijo de la flamínica Cornelia Severina.

## Carrera
Valerio Vegeto fue senador de Roma, ingresando en el Senado durante el imperio de Vespasiano, promocionado desde el rango ecuestre. En el año 91 fue nombrado Cónsul suffectus y, por razón de su cargo, fijó su residencia en Roma, existiendo constancia de que se construyó una casa en la zona del Quirinal, con técnica de tapial, muy poco usual en Roma en la época, aunque muy extendida en Hispania.

## Matrimonio y descendencia
Estaba casado con Etrilia Afra, con la que tuvo un hijo, llamado también Lucio Mumio Nigro Quinto Valerio Vegeto, quien fue igualmente cónsul en 112, bajo Trajano, así como su nieto Quinto Mumio Nigro Valerio Vegeto, en la época de Antonino Pio.